# Neobux
A Neobux paid to click weblap. A Neobux több, mint 20 millió regisztrált felhasználóval rendelkezik.

## Történelem
A Neobuxra az elő-regisztráció 2008. március 25-én kezdődött. 2008. április 17-én 19 054 regisztrált felhasználója volt a Neobuxnak.

## Leírás
A Neobuxon hirdetések megtekintésével lehet pénz csinálni. A hirdetések értéke változó, jellemzően 0,001 amerikai dollárt (körülbelül 0,28 forint) érnek. A Neobux tartalmaz úgynevezett „minijob”okat (minimunkákat), amikkel is lehet pénz csinálni. A Neobuxon minden regisztrált felhasználónak van úgynevezett referált-hivatkozása, amin keresztül, ha valaki beregisztrál, akkor a kattintásai után pénzt kap.